# Ponikve pri Studencu
Ponikve pri Studencu so naselje v Občini Sevnica.